# Leo Riemens
Leonardus Antony Marinus Riemens (geboren 3. Dezember 1910 in Zevenbergen; gestorben 3. April 1985 in Maastricht) war ein niederländischer Kulturjournalist und Musikwissenschaftler.

## Leben
Leo Riemens wuchs in einer Arztfamilie in Amsterdam auf. Er studierte Musikwissenschaft in Amsterdam und arbeitete ab 1931 als Feuilletonredakteur bei der Zeitung Het Vaderland. Von 1954  bis 1976 war er Opern- und Fernsehkritiker bei der Zeitung Telegraaf. Riemens publizierte zahlreiche Artikel in den Fachzeitschriften Opera, Luister, Gramophone und Opera News. Er schrieb einen Opernführer und eine Biographie über Maria Callas. Beim Sender Radio Hilversum gestaltete er die Sendereihe Uren der Zangkunst. Riemens besaß eine der größten Schallplattensammlungen seiner Zeit. Für die von Jürgen Schmidt herausgegebene Schallplattenreihe Lebendige Vergangenheit schrieb er Covertexte zu fast unbekannten Sängern.
Mit Karl-Josef Kutsch gab Riemens 1962 ein kleines Sängerlexikon unter dem Titel Unvergängliche Stimmen heraus. 1975 folgte die Überarbeitung als Unvergängliche Stimmen. Sängerlexikon, das unter seiner Mitwirkung 1985 überarbeitet wurde und sich zum Standardwerk entwickelte.
Leo Riemens und Rietje Hendriks sind auf dem Friedhof Tongerseweg beerdigt, der Grabstein trägt die Inschrift Pace, pace, mio dio.

## Schriften (Auswahl)
- Peter van der Spek (Bearb.): Groot operaboek. Uniepers, Abcoude 1993.
- mit Karl-Josef Kutsch: Großes Sängerlexikon. Ab 1962 mehrere Ausgaben und überarbeitete Auflagen.
- Maria Callas. Bruna, Utrecht 1960.
- De opera. Nelissen, Bilthoven 1958.
- Uren der zangkunst. Opera's beroemde zangers en zangeressen. De Bezige Bij, Amsterdam 1954.
- Thomas Russell Ybarra: Caruso: een gouden stem verovert de wereld. Übersetzung aus dem Englischen. Nelissen, Bilthoven 1955.